# سفين فان دير معطن
سفين فـان دير معطن (بالهولندية: Sven van der Maaten)‏ هو لاعب كرة قدم هولندي في مركز حراسة المرمى، ولد في 23 مارس 1994 في هاردرفايك في هولندا. لعب مع ناك بريدا.

## وصلات خارجية
- هذه المقالة غير مرتبط بويكي بيانات